# Pohorniceni
Pohorniceni è un comune della Moldavia situato nel distretto di Orhei di 951 abitanti al censimento del 2004